# Fernand cow-boy
Pour plus de détails, voir Fiche technique et Distribution.
Fernand cow-boy est un film français réalisé par Guy Lefranc, sorti en 1956

## Synopsis
L'oncle d'Amérique de Fernand Mignot lui lègue son saloon au Texas. Le doux Fernand part aussitôt pour Carson-City où il arrive après avoir subi, en diligence, les assauts des Indiens. L'arrivée du Français au Texas-Hôtel irrite le gérant et sa femme qui profitent du meurtre du vieux Richardson pour accuser Fernand. Livré au shérif, il doit être pendu. Mais détenteur du secret d'un trésor, il est enlevé par l'ennemi public numéro 1, William Black. Molesté, il serait sans doute torturé sans l'arrivée du shérif. L'amour de la gentille indienne Orissa console Fernand de ses déboires.

## Fiche technique
- Réalisation : Guy Lefranc, assisté de Claude Sautet, Alain Tesler
- Scénario : Jean Redon
- Adaptation : Jean Redon, Yvan Audouard, Guy Lefranc
- Dialogues : Yvan Audouard
- Décors : Georges Lévy, assisté de Jacques Brizzio et Jean-Jacques Fabre
- Costumes : Jacques Cottin
- Musique : Louiguy
- Photographie : Maurice Barry
- Montage : Monique Kirsanoff, assisté de Armand Psenny
- Opérateur : Gilbert Chain, assisté de Pierre Lhomme
- Son : Lucien Lacharmoise
- Photographe de plateau : Marcel Dole
- Trucages : LAX
- Production : François Chavane
- Sociétés de production : Pathé, SGGC,  Cinéphonic
- Distribution : Pathé-Consortium-Cinéma
- Tournage du 30 mai au 17 juillet 1956, dans les studios Pathé Francoeur
- Producteur délégué : François Chavanne, P. Cabaud, R. Bézard
- Enregistrement : S.O.R
- Laboratoire Franay L.T.C St-Cloud
- Pays :  France
- Format : Noir et blanc - 1,33:1 - 35 mm - Son mono
- Durée : 85 minutes
- Genre :  Comédie
- Date de sortie : 
  - France : 7 septembre 1956
- Visa : 18256

## Distribution
- Fernand Raynaud : Fernand Mignot, le futur patron du Texas-Hôtel
- Noël Roquevert : le shérif de Carson-City
- Nadine Tallier : Any, la chanteuse
- Pierre Dudan : William Black, chef de bande
- Dora Doll : Mae Mariane, la femme de Jim
- Jean-Roger Caussimon : Castor Prudent, l'indien
- André Weber : Milk Bar, un homme de Walter Black
- Jess Hahn : Jim Mariane, le patron du Texas-Hôtel
- Jim Gérald : Richardson, le vieux cow-boy
- Bernard Noël : Terry, le fiancé de Any
- Hubert Deschamps : Le maire
- Jean-Marie Amato : Tapis vert, un homme de Walter Black
- Albert Michel : le gardien de la prison
- Raoul Billerey : Mario, un homme de Walter Black
- Amédée : l'homme aux cigares truqués
- Jean Lara : Baby, un homme de Walter Black
- Marcel Bernier : un cow-boy
- Pierre Duncan : un cow-boy
- Jean Franval : un cow-boy
- Henri Guégan : un cow-boy
- Sylvain Lévignac : un cow-boy
- Jean Minisini : un cow-boy
- Georges Demas : un cow-boy
- Paul Faivre : le serveur
- Albert Medina : le vendeur de costumes
- Maurice Gardett : un cow-boy moustachu
- Jacques Préboist : un cow-boy et un indien au calumet
- Serge Bento : le jeune homme qui accompagne la mère de Fernand
- Joe Davray : un cow-boy
- Françoise Favier : Orissa, la servante indienne
- Félix Miquet : le forçat emprisonné
- Marc Taynor : le violoniste
- Paul Préboist
- Lucien Guervil
- François Nadal
- Pierre Darsay
- Michel Bonnay
- Antonin Baryel
- Maurice Magalon et ses square dancers